# Абрамович Петро Никандрович
Абрамо́вич Петро́ Ника́ндрович (нар. 16 (28) січня 1881, с. Мизове, нині Старовижівського району Волинської області — після 1931) — український громадсько-освітній діяч, педагог, краєзнавець, бібліограф, магістр богослов'я. Брат Никанора Абрамовича і Анастасія Абрамовича.

## Біографія
Петро Никандрович Абрамович народився 16 січня 1881 року в селі Мизове, Ковельського повіту Волинської губернії в багатодітній сім'ї місцевого дяка-учителя. Батько належав до духовного стану, але не був священиком, через те що одружився з удовою.

### Освіта
Петро Абрамович спочатку навчався на дому, а пізніше — в сільській школі, де вчителював його батько. Впродовж 1888—1893 років він навчався у Мелецькому духовному училищі. У 1894 році, через незадоволення умовами навчання, був переведений до міста Маціова, де пізніше навчався молодший брат Петра Никанор Абрамович. Після його закінчення він вступив до Волинської духовної семінарії в Кременці. На той час ректором навчального закладу стає архимадрит Михаїл. Цей навчальний заклад він закінчив у 1900 році із відзнакою, за що був направлений на навчання до Санкт-Петербурзької духовної академії за державний кошт. Там Петро Абрамович навчався на словесному відділі, а серед його викладачів були такі відомі науковці Абрамович Д. І., Пономарьов О. І. та Орлов М. І. Він також відвідував лекції в Санкт-Петербурзькому археологічному інституті. Свою кандидатську дисертацію, з аналізом мови рукописів богословських праць Л. М. Толстого, писав у професора Глубоковського. Закінчив навчання 1904 року у статусі магістра.

### Педагогічна діяльність
Того ж року почав викладати російську мову в Тивровській духовній школі, що на Поділлі, а вже через два — був переведений до Волинської духовної семінарії, де викладав російське письменство. У 1908 році заяняв посаду викладача словесності у Житомирі. Там високо оцінять його викладацьку роботу:
| Багатообіцяючий молодий викладач, живий, з вільної мовою, викладає дуже задовільно.Оригінальний текст (рос.) Многообещающий молодой преподаватель, живой, с свободной речью, преподает очень удовлетворительно.[1] |
Поряд з цим він розпочав викладати історію педагогіки, російське та всесвітнє письменство, російську мову в гімназіях Н. В. Овсяннікової, Н. В. Покрамовича та Волинському жіночому училищі духовного відомства. Пізніше він став викладати у Житомирській землемірній школі та жіночій гімназії св. Анастасії.

### Товариство дослідників Волині
У 1909 році Петро Абрамович вступив до лав Товариства дослідників Волині, до складу етнографічного відділу, головною метою якого було всебічне вивчення Волині та питань, що її стосуються, а також ознайомлення з краєм, умовами життя, його минулим і сучасним, потребами та проблемами. Його колегами були Я. В. Яворський, М. М. Белонін, В. Г. Кравченко, Р. І. Собкевич, О. А. Фотинський, майбутні академіки П. А. Тутковський та О. П. Карпінський.
Петро Никандровича у 1912–1913 роках провів, шляхом особистих спостережень та розроблених етнографічних програм, дослідження свого рідного села Мизів та сусідніх сіл Облапи і Буцин. Того ж року він пожертвував для Волинського центрального музею дві колекції писанок до етнографічного відділу та декілька валунів і кременів до природничо-історичного відділу.
У фондах Державного архіву Житомирської області зберігається праця Петра Никандровича з історії міста Житомира:

| Перебуваючи на Волині під впливом оточення, яке давило мене в безпосередні зв’язки з науковими установами Житомира й за порадами деяких співробітників ВУАН, я почав велику роботу над історичним минулим Житомира.[2] |

### Перша світова війна
Під час Першої світової війни Петро Абрамович організовує евакуацію біженців з Луцького та Ковельського повітів, а потім і всієї північної Волині. Пізніше він стає членом комітету опікування над біженцями, допомагає своєму братові влаштуватися в Житомирі, рекомендує його до Товариства дослідників Волині. Він брав активну участь в організації Волинського народного університету. Після відновлення діяльності товариства «Просвіта» на Житомирщині, Петро Абрамович включається у його роботу поряд із Євгеном Ненадкевичем (голова), Никанором Абрамовичем (секретар), Миколою Хомичевським, Самійлом Підгірським, Степаном Кушком та іншими. До травня 1919 року Петро Никандрович очолює позашкільний і дошкільний відділи при Волинському губерніальному земстві.
23 січня 1918 року він, разом із відомими релігійними та громадськими діячами, організовує Братство св. Спаса, головною метою якого була охорона стародавніх церковних звичаїв, придбання власної братської церкви, заснування шпиталю для старих та немічних, братської школи, друкарні, хору, запровадження відправ українською мовою. До його складу входили голова консисторії Петро Антонович, протоієрей Володимир Вишневський, священик Никанор Абрамович, Євген Ненадкевич, Орест Фотинський, Самійло Підгірський. Проте проіснувало воно до захоплення міста поляками у 1920 році.
14 квітня 1918 року Волинський губернський комітет української партії соціалістів-революціонерів обрав Петра Никандровича відповідальним редактором газети «Молот». Видання газети припинилось після заклику до повалення гетьманату, а сам Абрамович був заарештований і відсидів у в'язниці кілька місяців.
Протягом 1919 — 1920-х років він займався організацією Педагогічної Ради Вчительського Інституту, підбором її членів:
| Мотивами, які керували мною при організації особового складу Педагогічної Ради учительського Інституту, були педагогічні здібності взагалі й національно-політичне виховання зокрема.[3] |

### Краєзнавча діяльність
Петро Абрамович, як ректор Волинського інституту народної освіти, разом із В. Г. Кравченком — завідувачем читального залу бібліотеки інституту, рятували книги з приватних поміщицьких бібліотек. У 1920 році він залишив посаду ректора, продовжуючи викладати українську мову та літературу.
У 1923 році Петро Никандрович очолює етнографічну секцію Волинського науково-дослідного музею, де займався питаннями фольклору та діалектології, його заступником стає Василь Кравченко, а секретарем — Кудрицький Євген Михайлович. Таку роботу він поєднував із викладанням на курсах із вивчення української мови при Інституті, які прямо підпорядковувалися Волинській окружній комісії у справах українізації.
Вчений активно займався організацією аспірантури при етнографічному відділі, яка була затверджена Всеукраїнською академією наук на початку 1928 року і проіснувала до 1931 року.

### Переслідування
Через утиски з боку влади Петро Абрамович переїжджає до Східної України. Подальша доля невідома.

## Праці вченого
Наукова спадщина вченого включає краєзнавчі статті, роботи:
| Моя наукова продукція дуже скромна… Це переважно побічні статті на різні чергові теми.[5] |
- «Тарас Григорович Шевченко»
- «Ще про Гейнича»
- «М. Коцюбинський у Житомирі»
- «Минуле міста Житомира з найдавніших часів до кінця XVI ст.»